# Hieracium cremnaeiforme
Hieracium cremnaeiforme es una especie de planta con flor del género Hieracium, de la familia Asteraceae, orden Asterales.

## Distribución
Hieracium cremnaeiforme se distribuye por Islandia.

## Taxonomía
Fue descrita científicamente por (Omang) Omang. Fue publicada en Islenzkar Jurtir: 273 (1945).